# John Stewart (1er comte de Traquair)
Pour les articles homonymes, voir John Stewart et Stewart.
John Stewart, 1er comte de Traquair (mort le 27 mars 1659) est un homme d'État écossais qui est créé baron Stewart de Traquair en 1628 et comte de Traquair en 1633.

## Biographie
Il est le fils de John Stewart, le Jeune, de Traquair dans le Peeblesshire, d'une branche, à l'origine illégitime, de la maison de Buchan. Sa mère est Margaret Stewart, une fille d'Andrew, Maître d'Ochiltree, et de Margaret Stewart. Elle est dame d'honneur dans la maison d'Anne de Danemark.
Il est nommé trésorier-député d'Écosse et lord de session extraordinaire en 1630. En février 1633, Traquair visite des travaux de construction et de réparation au palais de Linlithgow, au Palais de Dunfermline et au château de Stirling. En 1633, Charles Ier est couronné à Édimbourg et Traquair participe à la réparation des joyaux de la couronne écossaise et de la garde-robe royale .
Traquair aurait donné la voix prépondérante contre John Elphinstone, 2e Lord Balmerino lors de son procès en 1634, mais a ensuite obtenu son pardon. De 1636 à 1641, il occupe le poste de Lord High Treasurer of Scotland, et aide Charles Ier à introduire la liturgie. Il s'efforce d'empêcher un conflit en faisant comprendre au roi la nécessité de la prudence et le danger de mesures extrêmes contre les émeutiers. Il est cependant contraint de publier la proclamation de Charles imposant l'usage de la liturgie et interdisant les manifestations hostiles sous peine de trahison (1638). Cela est suivi par des mesures militaires dans lesquelles Traquair participe en transportant secrètement des munitions de guerre au palais de Dalkeith. Il est cependant obligé de céder la place avec les insignes aux Covenanters (mars 1639).
Après le traité de Berwick, il est nommé commissaire du roi à l'assemblée d'Édimbourg (août 1639), et il approuve par écrit l'acte abolissant l'épiscopat, mais empêche sa ratification en ajournant l'ouverture du parlement.
Son double jeu apparent le rend suspect par les deux parties, et en 1641, le parlement écossais émet un mandat d'arrêt contre lui. En son absence, il est condamné à mort, mais, bien que le roi obtient la remise de cette peine, il est démis de ses fonctions de trésorier, et en 1644, pour s'être rendu à la cour et s'être opposé à l'alliance, il est déclaré ennemi de religion et condamné à une amende de 40 000 marks. Stewart est accusé d'être un franc-maçon.
Son fils, Lord Linton, qu'il a envoyé à Montrose avec une troupe de chevaux, se retire à la veille de la bataille de Philiphaugh (septembre 1645) et on suppose que Traquair a transmis les plans de Montrose à David Leslie. Il est réadmis au parlement en 1646, lève la cavalerie pour « l'engagement » entre le roi et les covenantaires, et est capturé à Preston (1648). Il est libéré par Oliver Cromwell en 1654 et meurt le 27 mars 1659. Il est remplacé par son fils unique John (c. 1622-1666), dont les descendants détiennent le titre jusqu'en 1861, quand à la mort de Charles, le 8e comte, il est devenu dormant ou éteint.

## Famille
Il épouse Catherine Carnegie, fille de David Carnegie, 1er comte de Southesk et a trois enfants :
- John Stewart, 2e comte de Traquair (ch. 1622-1666).
- Margaret Stewart, épouse James Douglas (2e comte de Queensberry). Parents de William Douglas (1er duc de Queensberry).
- Elizabeth Stewart, épouse Patrick Murray, 2e Lord Elibank.